# Kronologija ustaških zločina 1944.

## Siječanj
- 23. siječnja 1944.: Masovan zločin u selu Gornja Stubica u Hrvatskom zagorju. Prema podacima NDH provenijencije (izvještaj Kotarske oblasti Donja Stubica), pripadnici Ustaške vojnice i Poglavnikovog tjelesnog zdruga 23. siječnja 1944. (u izvoru pogrešno navedeno 1943.) u selu Gornja Stubica ubili su (strijeljali i objesili) najmanje 21 nasumično pohvatano lice hrvatske nacionalnosti koji su bili stanovnici sela Gornja Stubica, Orehova Gorica, Slani Potok, Dubovec, Kašin, Vugrovec. Među ubijenima bilo je 16 muškaraca i 5 žena. Dio stradalih je obješen u Gornjoj Stubici. Istog dana ustaše su pohvatale i sprovele u ustaške zatvore u Zagrebu 152 osobe s područja kotara Donja Stubica i kotara Sveti Ivan Zelina. Objavljena su imena ubijenih lica.[1]

## Veljača
- 22. veljače 1944.: Pripadnici Poglavnikovog tjelesnog zdruga na području Ivanščice u Hrvatskom zagorju uhvatili 20 vojnih bjegunaca. U dokumentu se ne navode podaci o daljoj sudbini uhićenih osoba.[2]

## Ožujak
- 13. ožujka 1944.: Strijeljanje 6 aktivista NOP-a od strane redarstva (žandarmerije) NDH između Klokočevca i Rovišća pokraj Bjelovara. Objavljena su imena stradalih.[3]
- 13. ožujka 1944.: 34. ustaški bataljun izvršio je noćni prepad iz Gospića na Ostrvici, iznenadivši vod 1. bataljuna Ličkog NOP odreda. Protuunapado ustaše su odbačene, ali su prije povlačenja ubile 10 uhvaćenih stanovnika (žene i djecu), opljačkale stoku i popalile bajte, podignute uz zidove ranije popaljenih kuća.[4]

## Travanj
- 3. travnja 1944.: U selu Ravneš pokraj Bjelovara ustaška zasjeda ubila 3 i uhapsila 5 komunista. Objavljena su imena ubijenih i uhićenih osoba.[5]

## Svibanj
- 7.-8. svibnja 1944.: Ubojstva i uhićenja simpatizera i aktivista NOP-a u hrvatskim selima Pokupsko i Kupčina pokraj Pisarovine. U dostupnom izvoru spominje se ubojstvo 11 osoba i uhićenje 14 osoba. Objavljeni su podaci o dijelu uhićenih i ubijenih osoba.[6]
- 15. svibnja 1944.: U logoru Jasenovac ubijeno 55 stanovnika Perušića hrvatske nacionalnosti. Ubijeno je 42 člana obitelji Amić i 13 članova obitelji Jelinić. Među ubijenima bilo je 20 žena i 5 djece.[7]
- 17. svibnja 1944.: Ubojstvo jednog i uhićenje jednog komuniste u selu Gornja Poljana pokraj Varaždina.[8]
- 30. svibnja - 1. lipnja 1944.: Uhićenje 52 komunista i aktivista NOP-a u Zagrebu od kojih su mnogi ubijeni tijekom 1944.-1945.[9]

## Lipanj
- 11. lipnja 1944.: Strijeljanje 6 simpatizera i aktivista NOP-a u Zagrebu. Objavljena su imena stradalih. Među ubijenima bila su 2 visoka časnika Hrvatskog domobranstva slovenskog podrijetla.[10]
- 30. lipnja 1944.: Strijeljanje 28 talaca u Koprivnici od strane ustaških vlasti.[11]

## Srpanj
- 1. srpnja 1944.: Pripadnici njemačkog vojnog redarstva (policije) iz Zagreba i Oroslavlja "u zajednici sa" NDH oružnicima (žandarmima) iz Donje Stubice izvršili su raciju u selima u okolini Donje Stubice. Tom prilikom pripadnici njemačkog vojnog redarstva uhvatili su 20 vojnih bjegunaca, pretežno iz Jakovlja. Uhićenici su potom predani Ministarstvu unutarnjih poslova NDH. Objavljena su njihova imena.[11]
- 8. srpnja 1944.: Ustaše ubile 10 stanovnika podkalničkih sela (kotar Koprivnica): Belanovo Selo, Rasinjica, Segovina. Ubijeni su bili srpske i hrvatske nacionalnosti. Objavljena su njihova imena. Istog dana zapaljeno je 9 kuća u obližnjem selu Prkos.[12]
- 8. srpnja 1944.: Uhićenje 13 osoba hrvatske nacionalnosti, rođaka pripadnika NOVJ u Ludbregu. Uhićenici su sprovedeni u ustaški zatvor u Varaždinu. U dostupnom izvoru nisu navedeni podaci o njihovoj daljnjoj sudbini. Objavljena su imena uhićenika.[13]
- 12. srpnja 1944.: Ubojstvo 4 srpska stanovnika sela Klenovac pokraj Perušića, uključujući dvoje djece.[14]
- 15. srpnja 1944.: Ubojstvo 10 osoba romske nacionalnosti iz Lovinca u Lici. Zločin se dogodio u mjestu Lovinac. Objavljena su imena stradalih.[15]
- 15. srpnja 1944.: Ustaše ubile 3 stanovnika sela Crkvena Ves pokraj Sesveta. Ubijeni su bili aktivisti NOP-a hrvatske nacionalnosti. Objavljena su imena stradalih.[16]
- 17. srpnja 1944.: Pljačkanje i paljenje kuća u selu Globočec pokraj Donje Stubice u Hrvatskom zagorju. Tom prilikom ustaše su uhvatili 3 djevojke i odveli ih sobom. Dvije djevojke su pobjegle, a jednu su silovali.[17]
- 21.-22. srpnja 1944.: Uhićenje 19 vojnih bjegunaca u selima Karlovec i Sesvete Ludbreške pokraj Ludbrega. Tom prilikom ubijeno je jedno maloljetno lice.[18]
- 23. srpnja 1944.: Ubojstvo 4 osobe hrvatske nacionalnosti od strane ustaša u selu Lovinac u Lici, od čega su 3 osobe bile žene, a jedna je bila dijete. Objavljena su imena stradalih.[19]
- 25. na 26. srpnja 1944.: Ustaška policija u Daruvaru uhapsila je 30 domobrana koji su radili za NOP. 19 ih je osuđeno na smrt i strijeljano, a ostali su upućeni u koncentracijske logore.[20]
- 30. srpnja 1944.: Vješanje 7 partizana i komunista u blizini Sesveta. Objavljena su imena stradalih. Među obješenima 6 osoba je bilo hrvatske, a jedna srpske nacionalnosti.[21]

## Kolovoz
- sredina kolovoza 1944.: Ubojstvo najmanje 27 srpskih stanovnika sela Studenci pokraj Perušića. Objavljena su imena stradalih.[22]
- 26. kolovoza 1944.: U općini Jablanovec u Hrvatskom zagorju obješeno je 36 građana.[23]

## Rujan
- Krajem rujna 1944.: 33. ustaška bojna u selima u okolini Drežnice usmrtila je na surov način 36 civila i 7 nepokretnih partizanskih ranjenika partizanske prihvatne bolnice u selu Krakaru. U selu Jasenak zaklano je 6 mještana, u Ponorcu 7, u Breznom 8, a u Krakaru 15 ljudi.[24]

## Studeni
- 4. studenoga 1944.: U Zagrebu je obješeno 10 talaca kao odmazda za partizansku sabotažu izvedenu 9. listopada 1944. u okolici Samobora. Među obješenima je bila i Viktorija-Vikica Tučkorić, organizacijski sekretar Mjesnog komiteta KPH za Zagreb. Oglas o vješanju objavljen je u »Hrvatskom narodu«, br. 1178 str. 2 od 4. studenoga 1944.[25]
- 5. studenoga 1944.: Ubojstvo 7 osoba hrvatske nacionalnosti iz Lovinca i Ličkog Cerja od strane ustaša. Među ubijenima bilo je 6 žena. Objavljena su imena stradalih.[26]
- 21. studenoga 1944.: u Drežnici i okolini 33. ustaška bojna na surov način usmrtila je 170 mještana Drežnice i okoline. Ubojstva su počinjena u samoj Drežnici, kao i u selima Lokva, Nikolići, Čorta, Zrnići i Selište. Istovremeno je njemačka postrojba u selu Radlovići usmrtila više mještana i stanovnika sela Lokve koji su pobjegli pred ustašama. Ukupno je ubijeno 170 mještana, od toga 49 djece, od čega je 27 djece zaklano, a 22 živo spaljeno u kućama. Komemoracija za 170 ubijenih mještana održana je 21. studenoga 2014.[24]

## Prosinac
- 15. prosinca 1944.: Ubojstvo 6 srpskih stanovnika sela Donji Kosinj pokraj Perušića. Među ubijenima bilo je 5 žena. Ubojstvo je izvršeno klanjem. Objavljena su imena stradalih.[27]
- 21. prosinca 1944.: Ubojstvo 2 osobe hrvatske nacionalnosti od strane ustaša u selu Veliki Modruš Potok pokraj Duge Rese.[28]
- 23. prosinca 1944.: Ustaše su u selu Hruševec u Hrvatskom zagorju popalili 60 kuća i gospodarskih zgrada te ubili 17 mještana.[23]
- 30. prosinca 1944.: Ustaše su u Krušljevu Selu kod Oroslavlja objesile 50 talaca koji su dovedeni iz Zagreba.[29] Zemaljska komisija za utvrđivanje zločina okupatora i njegovih pomagača u Zagrebu utvrdila je poimenični spisak obješenih.[30]
- 31. prosinca 1944.: Ustaše su u Jakovlju u Hrvatskom zagorju zapalili 65 kuća, oko 100 gospodarskih objekata, 29 ljudi je ubijeno, a 160 odvedeno u logor. Još dvije su osobe umrle kasnije od zadobivenih rana.[31]

## Reference
1. ↑  SZ Hrvatska 1988, str. 242-246.
2. ↑  SZ Hrvatska 1988, str. 909.
3. ↑  SZ Hrvatska 1988, str. 911-913.
4. ↑  Kleut 1970, str. 122.
5. ↑  SZ Hrvatska 1988a, str. 271.
6. ↑  SZ Hrvatska 1988a, str. 765-766.
7. ↑  ŽFT Gospić-Perušić 1989, str. 1182-1184.
8. ↑  SZ Hrvatska 1989, str. 58.
9. ↑  Veber 1984, str. 236-237.
10. ↑  SZ Hrvatska 1989, str. 210-212.
11. 1 2  SZ Hrvatska 1989, str. 370-371.
12. ↑  SZ Hrvatska 1989, str. 617-620.
13. ↑  SZ Hrvatska 1989, str. 618.
14. ↑  ŽFT Gospić-Perušić 1989, str. 1181.
15. ↑  ŽFT Gračac 1986, str. 997.
16. ↑  SZ Hrvatska 1989, str. 674-675.
17. ↑  SZ Hrvatska 1989, str. 673.
18. ↑  SZ Hrvatska 1989, str. 619.
19. ↑  ŽFT Gračac 1986, str. 1003-1004.
20. ↑  Krnić 1979, str. 292.
21. ↑  SZ Hrvatska 1989, str. 732-734.
22. ↑  ŽFT Gospić-Perušić 1989, str. 1184-1187.
23. 1 2  HRVATSKO ZAGORJE U REVOLUCIJI 1981, str. 296.
24. 1 2  Jakšić 2014, str. 30.
25. ↑  ŽENE HRVATSKE 1955, str. 15-16.
26. ↑  ŽFT Gračac 1986, str. 992, 998.
27. ↑  ŽFT Gospić-Perušić 1989, str. 1151.
28. ↑  ŽFT Duga Resa 1986, str. 1110.
29. ↑  Škiljan 2012, str. 158-159.
30. ↑  Hrvatski državni arhiv 1945, str. 15169-15182.
31. 1 2  Škiljan 2012, str. 158.

## Povezano
- Ustaški zločini u Drugom svjetskom ratu
- Kronologija ustaških zločina 1941.
- Kronologija ustaških zločina 1942.
- Kronologija ustaških zločina 1943.
- Kronologija ustaških zločina 1945.
- Narodnooslobodilačka borba Jugoslavije